# 지방도 제808호선
지방도 제808호선은 전라남도 함평군 손불면 대전리 손불면소재지 교차로와 영광군 영광읍 남천리 칠거사거리까지 잇는 전라남도의 지방도이다. 염산면 일대에서 국도 제77호선과 중첩하며 영광군 중심부까지 이어지는 것이 특징이다.
1984년에는 노선명이 '함평 ~ 영광선'이었다. 2003년 3월 27일 함평군 대동면 ~ 손불면 구간을 단축하면서 '손불 ~ 영광선'이 되었다.

## 연혁
- 1984년 12월 10일 : 도로 확포장공사를 위해 영광군 염산면 상계리 ~ 봉암리 3.143km 구간 도로구역 변경[1]
- 1985년 12월 23일 : 기점을 '함평군 대동면 금산리', 종점을 '영광군 영광읍 남천리'로 명시하고 도로개량이 완료된 함평군 손불면 대파리 400m 구간과 영광군 영광읍 남천리 ~ 염산면 봉남리 16.92km 구간 도로예정지 해제[2]
- 1988년 1월 4일 : 영광군 염산면 봉남리 700m 구간 도로예정지 해제[3]
- 1988년 2월 10일 : 1988년 9월까지 함평군 대동면 유천리 ~ 영광군 염산면 봉남리 2.03km 구간 확포장공사 계획을 공고[4]
- 1989년 1월 6일 : 함평군 손불면 대전리 ~ 산남리 1.8km 구간과 함평군 손불면 궁산리 ~ 대동면 금산리 3.4km 구간 도로예정지 해제[5]
- 1989년 5월 13일 : 1989년 12월까지 함평군 손불면 궁산리 ~ 월천리 3.87km 구간 확포장공사 계획을 공고[6]
- 1990년 1월 13일 : 함평군 대동면 금산리 ~ 손불면 학산리 9.523km 구간 도로예정지 해제[7]
- 1990년 4월 16일 : 1991년 4월까지 함평 ~ 염산간 도로(영광군 염산면 오동리 ~ 옥실리, 함평군 손불면 월천리) 2.907km 구간 확포장공사 계획을 공고[8]
- 1991년 1월 10일 : 영광군 염산면 오동리 ~ 옥실리 2.194km 구간과 함평군 손불면 월천리 713m 구간 도로예정지 해제[9]
- 1991년 4월 12일 : 1993년 4월까지 함평 ~ 염산간 도로(영광군 염산면 오길리 ~ 함평군 손불면 월천리, 함평군 손불면 대전리) 7.4km 구간 확포장공사 계획을 공고[10]
- 1992년 1월 27일 : 영광군 염산면 오길리 ~ 함평군 손불면 월천리, 함평군 손불면 대전리 총 7.4km 구간 도로예정지 해제[11]
- 1994년 9월 12일 : 1995년까지 포천우회도로(영광군 군남면 양덕리 ~ 포천리) 확포장공사를 위해 1.55km 구간 도로구역 변경[12]
- 1995년 12월 8일 : 기존 지방도 노선을 폐지하고 새로 지정. 이때 종점이 영광군 영광읍 남천리에서 '영광군 영광읍 신하리'로 변경됨.[13]
- 2003년 3월 27일 : 기점을 함평군 대동면 금산리에서 '함평군 손불면 대전리'로 단축함. 이에 따라 노선명을 '함평 ~ 영광선'에서 '손불 ~ 영광선'으로 변경하고 총 연장 33.3km가 됨.[14]
- 2005년 7월 5일 : 2008년 12월까지 법성지구(영광군 군남면 양덕리 ~ 설매리, 영광군 법성면 입암리) 개량공사를 위해 1.265km 구간 도로구역 변경[15]
- 2013년 7월 19일 : 2015년 12월까지 함평 월천지구(함평군 손불면 학산리) 개량공사를 위해 420m 구간 도로구역 변경[16]

## 주요 경유지
- 함평군
  - 손불면 손불면소재지 교차로 - 대전리 - 농장삼거리 - 월천리 - 양재리 - 월천보건진료소 - 손불면월천리 교차로 - 월천리삼거리 - 학산리

- 영광군
  - 염산면 옥실리 - 옥실삼거리 - 송흥초등학교(폐교) - 염산면오동리 교차로 - 설도항 - 염산면소재지 교차로 - 염산면상계리 교차로 - 상계리 - 돌팍재
  - 군남면 돌팍재 - 설매리 - 군남면설매리 교차로 - 장혈삼거리 - 양덕리 - 군남면포천리 교차로 - 포천2교 - 포천리 - 군남119지역대 - 동간리 - 외간교
  - 군서면 외간교 - 마읍리 - 군서면마읍리 교차로 - 군서면남죽리 교차로
  - 영광읍 영광기독신하병원 - 종산 교차로 - 녹사리 - 칠거사거리

## 중첩 구간
- 영광군 염산면 옥실삼거리 ~ 염산면소재지교차로 : 국도 제77호선과 중첩

## 도로명
- 함평군 손불면 손불면소재지 교차로 ~ 영광군 염산면 옥실삼거리 : 손무로
- 영광군 염산면 옥실삼거리 ~ 염산면소재지 교차로 : 향화로
- 영광군 염산면 염산면소재지 교차로 ~ 영광읍 칠거사거리 : 천년로